# Dominator (álbum de W.A.S.P.)
Dominator es un álbum de estudio de la banda de heavy metal estadounidense W.A.S.P., lanzado en el 2007. Inicialmente se incluyeron en el mismo las versiones de "Burn" de Deep Purple y "Fortunate Son" de Creedence Clearwater Revival, pero fueron retiradas en el último corte del disco.

## Lista de canciones
Todas las canciones fueron escritas por Blackie Lawless.
1. . "Mercy" – 4:49
2. . "Long, Long Way to Go" – 3:15
3. . "Take Me Up" – 4:33
4. . "The Burning Man" – 4:39
5. . "Heaven's Hung in Black" – 7:14
6. . "Heaven's Blessed" – 5:22
7. . "Teacher" – 5:01
8. . "Heaven’s Hung in Black (Reprise)" – 3:13
9. . "Deal With the Devil" – 5:17

## Músicos
- Blackie Lawless - voz, guitarra, teclados
- Doug Blair - guitarra
- Mike Duda - bajo
- Mike Dupke - batería
- Darrell Roberts - guitarra en Deal With the Devil